# Portal de Cal Mallendrich
El Portal de Cal Mallendrich és una obra de la Llacuna (Anoia) inclosa a l'Inventari del Patrimoni Arquitectònic de Catalunya.

## Descripció
És el portal d'entrada, format per un arc rebaixat adovellat de pedres de mides regulars, formant una mena de motllura a la part d'arrancada de l'arc. L'element més remarcable és la dovella central on en baix relleu consta la data: 1799 i en mig relleu el nom de JOAN MALLA NRICH dins d'una.

## Història
Finals del segle xviii, possiblement època d'expansió del Raval.